# Instituto Estadounidense de Física
El Instituto Estadounidense de Física (American Institute of Physics o AIP) es un organismo de Estados Unidos que representa a los físicos y a los editores de publicaciones relacionadas con la física. Se fundó en 1931.
AIP (American Institute of Physics) es una corporación sin ánimo de lucro creada con el propósito de promover el avance y difusión del conocimiento de la física y sus aplicaciones para el bienestar humano. La misión del Instituto es servir a las ciencias de la Física y la Astronomía sirviendo a sus sociedades miembros, a los científicos individuales, a los estudiantes y al público en general.
Como una "sociedad de sociedades," AIP ayuda a diez sociedades miembros y suministra un espectro amplio de servicios y programas dedicados al avance de la Ciencia y de la Física. El Instituto americano de Física fue pionero en la edición digital, siendo también uno de los mayores editores de revistas de física de todo el mundo y editando cada año las publicaciones de más de 25 sociedades científicas y de ingeniería a través de su división de publicaciones con sede en Nueva York. 

## Sociedades miembros
- American Physical Society
- Optical Society of America
- Acoustical Society of America
- The Society of Rheology
- American Association of Physics Teachers
- American Crystallographic Association
- American Astronomical Society
- American Association of Physicists in Medicine
- American Vacuum Society: Science & Technology of Materials, Interfaces, and Processing
- American Geophysical Union
- Society of Physics Students
- Sigma Pi Sigma: National Physics Honor Society

## Sociedades afiliadas
- American Association for the Advancement of Science Section on Physics
- American Chemical Society, Division of Physical Chemistry
- American Institute of Aeronautics and Astronautics
- American Meteorological Society
- American Nuclear Society
- American Society of Civil Engineers
- ASM International: The Materials Information Society
- Astronomical Society of the Pacific
- Biomedical Engineering Society
- Council on Undergraduate Research, Physics & Astronomy Division
- The Electrochemical Society
- Geological Society of America
- IEEE Nuclear & Plasma Sciences Society
- International Association of Mathematical Physics
- International Union of Crystallography
- JCPDS: The International Centre for Diffraction Data
- Laser Institute of America
- Materials Research Society
- Microscopy Society of America
- The National Society of Black Physicists
- The Polymer Processing Society
- Society for Applied Spectroscopy
- SPIE: The International Society for Optical Engineering

## Premios
- Andrew Gemant Award
- Tate Medal for International Leadership in Physics
- Compton Medal for Leadership in Physics
- Prize for Industrial Applications of Physics
- Dannie Heineman Astrophysics Prize
- Dannie Heineman Mathematical Physics Prize
- Abraham Pais Award for History of Physics
- Meggers Project Award
- Fluid Dynamics Prize

## Lista de publicaciones
- Applied Physics Letters
- Biomicrofluidics
- History of Physics Newsletter, AIP Center for History of Physics.
- Journal of Applied Physics
- Journal of Chemical Physics
- Journal of Mathematical Physics
- Journal of Renewable and Sustainable Energy
- Journal of Physical & Chemical Reference Data
- Chaos
- Low Temperature Physics
- Physics of Fluids
- Physics of Plasmas
- Physics Today (magazine)  Archivado el 26 de septiembre de 2000 en Wayback Machine.
- Review of Scientific Instruments